# ルーシー・シュワルツ
ルーシー・シュワルツ（Lucy Schwartz、1990年 - ）は、アメリカ合衆国の女性シンガーソングライター。

## ディスコグラフィー

### アルバム
- 2006年 Winter in June
- 2010年 Life in Letters